# ۱۷۰۷ (میلادی)
۱۷۰۷ (میلادی) هزار و هفتصد  و هفتمین سال تقویم میلادی است.

## رویدادها
در اول  مه انگلستان  و  اسکاتلند باهم متحد شدند

## زادگان
- ۱۵ آوریل – لئونارد اویلر، ریاضی‌دان و فیزیک‌دان سوئیسی (د. ۱۷۸۳)
- ۲۳ مه – کارل لینه، پایه‌گذار نظام امروزی طبقه‌بندی گیاهان و جانوران (د. ۱۷۷۸)

## درگذشتگان
- ۳ مارس - اورنگ‌زیب، ششمین امپراتور گورکانی هند ، (زاده ۱۶۱۸)
- احمد خانی، سراینده برجسته‌ترین داستان به زبان کردی کرمانجی ، (زاده ۱۶۵۱)